# سيتريزين
سيتريزين (بالإنجليزية: Cetirizine)‏ الأسماء التجارية: زيرتيك ZYRTEC، أرتيز ARTIZ، سيترولين CETRALON، سيترو CETRO، فيناليرغ FINALLERG، نوهيست NOHIST، أومسيت OMCET، زيرتازين ZERTAZINE، غلوتريزين. هي مضادات الهستامين من الجيل الثاني التي تستخدم في علاج حمى القش والحساسية وتورمات باطن الجلد والشرى. تعتبر من نواتج الأيض الأساسية لمضاد الحساسية الهيدروكسيزين كما ويعتبر معارض لمستقبل راسيمي انتقائي ل.H1
مضادات الهستامين من الجيل الثاني مثل سيتريزين لها قدرة أقل على اختراق الحاجز الذي يفصل الدم عن السائل المحيط بالخلايا في الجهاز العصبي المركزي وبالتالي فقد قللت التأثيرات على الجهاز العصبي المركزي مقارنة مع أدوية الجيل الأول فمثلا لا تحث الجسم على النعاس أو التدخل في تشكيل الذاكرة.

## الاستخدامات الطبية

### الحساسيات
دواعي استخدام سيتريزين الأساسية لعلاج حمى القش وأنواع أخرى من الحساسية. أعراض الحكة والاحمرار في هذه الحالات سببها أن المركب النيتروجيني العضوي الهستامين يؤثر على مستقبل H1, فبالتالي ايقاف عمل ه1ه المستقبلات بشكل مؤقت يقلل من هذه الأعراض.
يشاع صرف السيتريزين لعلاج حالات الشرى الحادة (و في حالات معينة) الشرى المزمن لكفائته في العلاج التي تفوقت على مضاداتالحساسية (مضادات الهستامين) من الجيل الأول.
يفضل استخدام السيتريزين على استخدام دايفينهايدرامين في العديد من الدول لعدم تأثيره على عمل الدماغ المنتظم كما وأنه فعال في علاج أمراض الجلد المتعلقة المتسببة في ظهور الطفح الجلدي والحكة.

### عدوى فيروسات الأنف
تم اثبات أن انترلوكين 6 وانترلوكين 8 ترتفع نسبها في حالة متلازمة ضيق التنقس الحادة. لستريزين الجزيئان الفراغيان Lو D (L- and D- stereoisomer). كيميائيا، ليفوسيتريزين هو جزيء L الفعال من سيتريزين.
أظهرت دراسة حديثة على الخلايا الطلائية الموجودة في المجرى التنفسي أن ليفوسيتريزين قد يكون له تأثيرات ايجابية على التغيرات الفسيولوجية المصاحبة لأمراض عدوى الفيروسات الأنفية عند البشر ((HRV. التهاب مجرى الهواء التنفسي قد ينجم عن تفاعل مناعي من المحتمل أن يكون قاتل بسبب سلسلة التفاعللات الايجابية المتتالية Positive) feedback loop) بين خلايا الدم البيضاء وافرازات الخلايا المناعية كما ومن الممكن الاستفادة نظريا من البحث حول متلازمة ضيق التنفس الحاد في هذا الشأن.

### داء كايمورا
يعتبر زترزين عامل فعال في معالجة أعراض داء كايمورا والتي غالبا ما يعاني منها الشباب الآسيوي والتي تؤثر على على الغدد الليمفاوية والأنسجة اللينة الموجودة في الرأس والرقبة على شكل يشبه الأورام. خصائص السيتريزين في العلاج الفعال للحكة وكعامل مضاد للالتهابات جعل منه العلاج المناسب لمعالجة الحكة التي يعاني منها المصابون بهذا المرضز. في عام 2015 أجريت دراسة من قبل الجامعة الأمريكية لأمراض الروماتيزم تم فيها إجراء علاجات باستخدام البريدنيزون كبداية تليها جرعات الستيرويد والآزوثيوبرين والأوميبرازول والكالسيوم ومكملات فيتامين د على مدى عامين. بدأت حالة البشرة عند المريض بالتحسن والتورمات الجلدية قلت. ولكن تم ملاحظة أعراض انتفاخ الجسم وظهور شعر غير طبيعي على الجلد قبل توقف المريض عن تناول الستيرويدات و 10مغ في اليوم من السيتريزين لمنع ظهور تورمات الجلد; والذي اعتبر العامل المناسب لعلاج الحكة في مثل هذه الحالات المرضية. بعيدا عن ظهور هذه الأعراض غير المرغوب بها، اختفت التورمات الجلدية بعد استخدام سيتريزين وأصبح تعداد خلايا الدم البيضاء المصبوغة بالايوسين (eosinophil) ضمن الطبيعي، تم القضاء على آثار كورتيكوستيرويد، وتم بدأ التعافي خلال شهرين. كما ويعتقد أيضا أن تثبيط خلايا الدم البيضاء المصبوغة بالايوسين eosinophil)) قد تكون الحل لعلاج داء كايمورا نظرا لدور هذه الخلايا على وجه التحديد في ظهور تورمات البشرة.

## التوافر

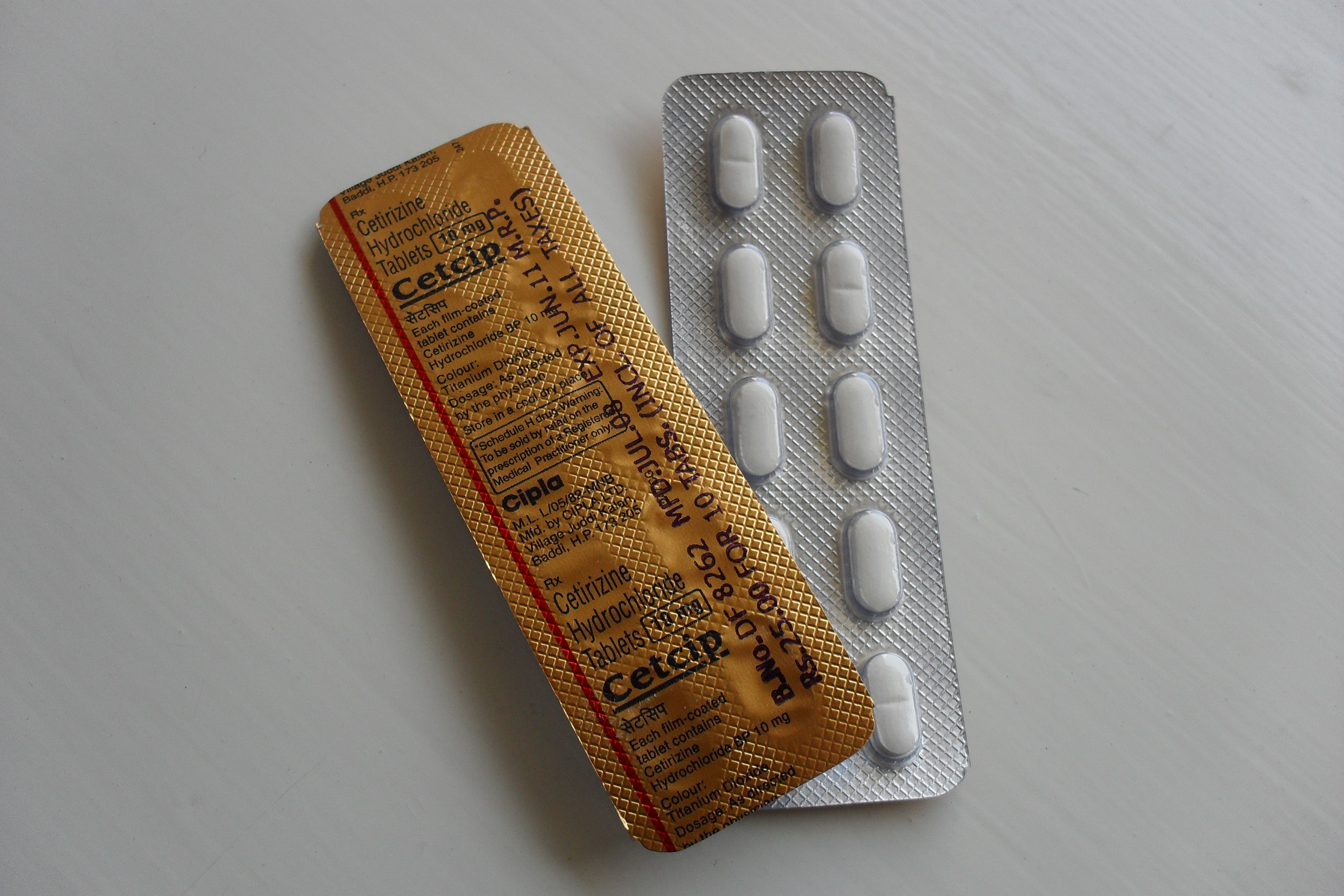
سيتريزين 10

كان يصرف السيتريزين سابقا في الولايات المتحدة الأمريكية وكندا وفقا لوصفة طبية.و لكنه الآن متوافر ضمن الأدوية التي لاتحتاج إلى وصفة طبية لتصرف للمريض (OTC drugs) في كل من البلدين باسم زايرتك وري-أكتين، على التوالي. كان زايترك الأعلى مبيعا في عام 2008 ضمن المنتجات الجديدة غير الغذائية في الولايات المتحدة الأمريكية، ووصلت مبيعاته إلى 315.9 مليون دولار أمريكي. ويتوافر الآن كعلامة تجارية في الأسواق.
يتوافر زايرتك في تركيا وإيران وأستراليا ونيوزلندا في الصيدليات ضمن الأدوية التي لا تحتاج لوصفة طبية لكي تصرف،(0TC)و في المملكة المتحدة والنرويج سيتريزين يباع ضمن كميات محددة في أسواق الجملة وغالبا يكون متوافرا في الأسواق المركزية supermarkets)). في عام 2009, جعلت ألمانيا العديد من الأدوية ذات العلامة التجارية والتي تحتوي على السيتريزين متوافرة في الصيدليات دون حاجة المريض إلى وصفة طبية. السويد وفنلندا وبولندا وإسرائيل (فلسطين) أيضا تصنف السيتريزين ضمن الأدوية التي لا تحتاج إلى وصفة طبية. في الهند، يباع ضمن هذه الفئة من الأدوية أيضا كعلامة تجارية تدعى "CTZ" (و التي كانت تسمى سابقا زتزين), على الرغم من أنه ما زال مصنف كدواء يتطلب وصفة طبية لكي يصرف (Schedule H drug). الهند تصنف السيتريزين كدواء لا يحتاج إلى وصفة طبية، وتستخدمه كبديل عن فينيرامين (Avil) والذي لم يعد متوافر كدواء لا يحتاج إلى وصفة طبية.
في أيرلندا، يعرف السيتريزين ب (زرتك) وأيضا ضمن الأسماء التجارية، ويتوافر كدواء لا يحتاج لوصفة طبية بكميات محددة (غالبا بما لا يزيد عن سبع حبات لكل علبة).
كالعديد من الأدوية المضادة للهستامين، يصرف السيتريزين عادة مع هيدروكلوريد السودوإيفيدرين (pseudoephedrine hydrochloride), والذي يعمل كمزيل للاحتقان.
هذه المجموعات من الأدوية التي تصرف معا يتم تسويقها باستخدام نفس الاسم التجاري مضافا لها حرف الدال
«كلاحقة بالاسم. على سبيل المثال، (زيرتك- د، فرليكس – د، إلى آخره). -D»

## الأعراض الجانبية
الأعراض الجانبية التي سجلت للسيتريزين هي الصداع بنسبة (%16), جفاف الفم بنسبة (%5.7), النعاس بنسبة (%20-5) أو التعب بنسبة (%5.6).

## علم الصيدلة

### تأثير الدواء وآليته (Pharmacodynamics)
يعبر سيتريزين الحاجز الذي يفصل الدم عن السائل المحيط بالخلايا في الجهاز العصبي المركزي بنسبة قليلة فبالتالي يقلل أعراض الشعور بالنعاس التي كانت تسببها مضادات الهستامين السابقة. كما وتبين أيضا أنه يثبط حركة خلايا الدم البيضاء المصبوغة بالايوسين (eosinophil chemotaxis) وتحرر ليكوترين ب4LTB4)). اكتشفت ((Boone at al. جرعة تساوي 20 مغ من سيتريزين منعت ترجمة بروتين 1 المسوؤل عن تماسك خلايا الأوعية الدموعية عند المرضى المصابين بالتهاب البشرة atopic dermatitis)). بخلاف العديد من مضادات الهستامين سيتريزين لا يحتوي على خصائص مضادات الكولين.
يعتبر الجزيء اليساري للسيتريزين (levorotary enantiomer)المعروف باسم (Levocetirizine) هو الشكل الأكثر كفاءة.

### حركة الدواء في الجسم (Pharmacokinetics)
يمتص سيتريزين القابل للمضغ وغير القابل للمضغ والشراب بنفس الكفاءة والسرعة مع الطعام الممتص مؤثرا على مستوى الامتصاص بشكل دقيق جدا مما يؤدي إلى احتواء الجسم على أعلى تركيز من الدواء (Peak serum level) بعد ساعة من تناول الدواء; في دراسة أجريت على مجموعة المتطوعين الأصحاء تم فيها تناول قرص من الدواء يوميا ذات تركيز 10مغ.و ذلك لمدة 10 أيام، تم فيها ملاحظة معدل عال من احتواء الجسم على الدواء (serum level) ما يعادل 311مغ لكل مل. تعمل تأثيرات سيتريزين الأيضية على المدى الطويل، بحيث تبقى داخل الجسم لمدة أقصاها 21 ساعة قبل أن يتم التخلص منها ; معدل نصف العمر للتخلص منه يساوي 8 ساعات. ما يعادل %70 من الدواء يتم التخلص منه مع التبول، والذي لوحظ أن نصف هذه النسبة عبارة عن مركب السيتريزين دون أي تغيير. و %10 أخرى بتم التخلص منها.

## الخصائص الفيزيائية والكيميائية

### التصنيع
التصنيع التالي لهذا المركب تم توثيقه عام 1985:

## الكتب والمجلات
1.	Anderson, P. O., Knoben, J. E., et al. (2002) Handbook of clinical drug data 10th ed. McGraw-Hill International
2.	Pfizer Inc, et al. (2006) ZYRTEC (cetirizine hydrochloride) Tablets, Chewable Tablets and Syrup For Oral Use Pfizer Incorporated publications
3.	Chetrit, E. B., Amir, G., Shalit, M. (2005). Cetirizine: an effective agent in Kimura's Disease Arthritis & Rheumatism (Arthritis care & research) Vol 53, p117-118

## وصلات خارجية
- US FDA approves Zyrtec-D for over the counter sales
- US FDA approves Zyrtec for over the counter sales
- U.S. National Library of Medicine: Drug Information Portal - Cetirizine